# Министр иностранных дел Словакии
Министр иностранных дел Словакии (словац. Ministr zahraničných vecí Slovenskej republiky) — министерский пост в правительстве Словацкой Республики, глава министерства иностранных дел Словакии, отвечающий за иностранные дела государства. Пост учреждён в 1990 до 1 января 1993 пост назывался министр международных отношений. Однако в период Словацкого государства в 1939—1945 так же существовал пост министра иностранных дел Словакии.

## Министры иностранных дел Словацкого государства в1939—1945
- Фердинанд Дюрчанский — (14 марта 1939 — 20 июля 1940);
- Войтех Тука — (20 июля 1940 — 5 ноября 1944);
- Штефан Тисо — (5 ноября 1944 — 4 апреля 1945).

## Министры международных отношений Словакии в составе Чехословакии в1990—1992
- Милан Княжко — (6 сентября 1990 — 22 апреля 1991);
- Ян Чарногурский — (22 апреля — 6 мая 1991)
- Павол Демеш — (6 мая 1991 — 24 июня 1992).

## Министры иностранных дел Словакии с24 июня1992
- Милан Княжко — (24 июня 1992 — 19 марта 1993);
- Йозеф Моравчик — (19 марта 1993 — 15 марта 1994);
- Эдуард Кукан — (15 марта — 13 декабря 1994);
- Юрай Шенк — (13 декабря 1994 — 27 августа 1996);
- Павол Гамжик — (27 августа 1996 — 11 июня 1997);
- Зденка Крамплова — (11 июня 1997 — 6 октября 1998);
- Йозеф Калман[1] — (6 — 30 октября 1998);
- Эдуард Кукан — (30 октября 1998 — 4 июля 2006);
- Ян Кубиш — (4 июля 2006 — 26 января 2009);
- Мирослав Лайчак — (26 января 2009 — 9 июля 2010);
- Микулаш Дзуринда — (9 июля 2010 — 4 апреля 2012);
- Мирослав Лайчак — (4 апреля 2012 — 20 марта 2020);
- Рихард Сулик — (20 марта — 8 апреля 2020)[1];
- Иван Корчок — (8 апреля 2020 — 13 сентября 2022);
- Растислав Качер — (13 сентября 2022 — 5 мая 2023);
- Мирослав Влаховский — (5 мая 2023 — 25 октября 2023);
- Юрай Бланар — (25 октября 2023 — н. в.).